# Adelodrilus voraginus
Adelodrilus voraginus är en ringmaskart som först beskrevs av Cook 1970.  Adelodrilus voraginus ingår i släktet Adelodrilus och familjen glattmaskar. Inga underarter finns listade i Catalogue of Life.